# Иконография
Иконография (на гръцки: εἰκώνγράφω — образ, изображение, портрет + пиша) е наука за портретната живопис в изобразителното изкуство, която изследва изображенията на религиозни, исторически, митологически и др. лица с точно определена система за изобразяване на персонажи или сюжетни сцени, свързани с характерните особености на определени събития. С иконографията се обозначава и дейността по рисуването на икони и стенописи, иконопис.

## Произход и значение
Думата „иконография“ има гръцки корени, както повечето, свързани с изкуството и религията в България: сложно-съставна дума, включваща две по-прости – „икона“ и „графо“, т.е. „сакрален образ“ и „пиша“. Тя има напълно съвременен заместител в българския език и това е думата „иконопис“, но традицията няма да е това, което е, ако не се съхрани автентичното наименование на този вид творческа дейност. Това е причината, поради която паралелното съществуване и употреба на двете наименования се приема за нещо напълно естествено. За да бъде разбрана същността на това изкуство, трябва да се приема в буквален смисъл думата „иконография“, а именно „пиша“ – не „рисувам“ или „творя“ икона, защото неговите корени са в древните традиции, датиращи от времето на фараоните.
От времето, когато изображението е имало смисъла и значението на йероглиф, неговата основна функция е на неизменен и обективен знак, затова схемата, по която се създава една икона, е основана на строго регламентирани правила и закони – на Православен Канон. „Писането“ на образи отличава изкуството на Изтока от Западноевропейската живопис, а за първообраз на „писането“ на икони се приема традицията, наследена от гръко-римския период в развитието на египетското изкуство и по-конкретно това на Фаюмските портрети, тяхната технология и техника, особено в изкуството от доиконоборческия период. Канонът, регламентиращ процеса на създаването на икони, окончателно е бил установен след Иконоборческия период. Той остава неизменен и до наши дни в изкуството на Източното православие – Византия и Русия.

## В България

### Технология и техника
Процесът на изграждане и използваните материали при създаването на българската темперна икона е аналогичен с този на останалите Балкански държави.
Дървеният панел (Основа) в ранните периоди се изготвял ръчно от суха дървесина, най-често от липа, дъб или иглолистен материал. Обикновено дъбови основи имат най-представителните икони, направени за богати манастири и като правило по-старите, създадени преди XVI в. Букът е бил използван за направата на основи за икони едва през XVIII – XIX в., главно в района на гр. Трявна, където тази дървесина се среща масово.
Изработването на иконата започвало с подготовка на дървената основа. За по-малки по размер икони обикновено се подбира една цяла по-дебела дървена дъска, която в зависимост от размера, е снабдявана или не с допълнителни стабилизиращи устройства откъм гърба – кушаци. При старите икони до XVII в. обработката на дървесината се прави ръчно. Поради специфичните предпочитания на нейните поръчители, голяма част от по-ранните икони имат резбована релеф на украса и върху лицевата страна. Ако форматът на иконата трябва да бъде по-голям – например за икона от „Царския ред“, се налага прикрепването на две или повече дървени дъски в големи плотове, като за целта освен кушаци, се използват допълнителни скрепяващи елементи – „лястовичи опашки“, типли (дибли), дървени рамки. Още по-големи изисквания спрямо дърводелците и зографите налагат изготвянето на дървените панели за двустранни икони, които са носени по време на литийни шествия.
Преди да се нанесе грундът, върху дървения панел на иконата понякога се залепва платно – от една страна като допълнителна носеща основа за живописта, или за да се прикрият дефекти, но в повечето случаи частично платнени ивици се поставят върху местата на стиковане на отделните дъски или в краищата на основата. Платното – самостоятелно като основа за темперна живопис, се използва рядко и предимно за направата на хоругви, плащеници, църковни знамена, „ерусалимии“ („Божигробски платна“).
Грундът за иконата според българските, гръцките, сръбските и руските ръководства, има два състава – гипсов или кредов. В българските икони, според направените изследвания, се срещат и от двата състава. В качеството на свързвател за грундовете са използвани животински лепила (туткал). За по-южните райони, които са под силното въздействие на византийската традиция, преобладаващи са гипсовите грундове, докато на север – кредовите. В почти всички ерминии е описано как се изпича гипсовият камък (най-висококачествения – алабастър), стрива и „умъртвява“, за да бъде използван като пълнител в грунда, как се грундират или „гипсоват“ икони, как се промива и приготвя кредата. Прахообразният пигмент е смесван с 15 – 20%-ен лепилен разтвор и получената смес е прецеждана през сито, което осигурява нейната плътност и хомогенност. Много рядко към този състав на грунда се добавят и допълнителни вещества – идентифицирани са малки количества масла, белтък или жълтък от яйце, захари.
Средногъстата маса е нанасяна многократно с четка, което се отнася особено за кредовите грундове – от три до седем – осем слоя. При изследване на микросрези от наши и чужди икони се установяват от 3 до 15 слоя грунд. Дебелината на грундовете на българските икони варира от 50 – 80 микрона до 1 мм и повече – като правило те са по-дебели при по-старите икони, рисувани преди XIX в.
Към нанасянето на рисунката се пристъпва веднага след като повърхността на грунда е изгладена, а в някои случаи дори полирана. Тя представлява контурно изображение, което в повечето случаи е пренасяно с помощта на „копирка“. В ръководствата на този процес е отделено подобаващо място, тъй като художниците нямат право сами да измислят сюжета или типажа на изобразяваните персонажи – всичко до последния детайл, особено при изобразяване на основните фигури – на Исус Христос, Богородица, Йоан Кръстител, са строго предписани. Зографите също така разполагат и с богат набор от „преводи“ или „изводи“ („подлинници“) от по-известните образци, прекопирани или отпечатани от най-добрите и популярни оригинали. По тях обикновено художниците възпроизвеждат сюжета, като ги копират точно, увеличават или намаляват по размер. Това няма нищо общо с механичното или занаятчийско копиране – малко са художниците, които не са използвали образец и въпреки това в стила на иконата се наблюдава не само творческо „израстване“, но и постепенно увеличаваща се виртуозност. Столицата на Византийската империя естествено диктувала тенденциите в развитието на иконописта – от Константинополските ателиета се доставяли едни от най-забележителните образци до всички васални области. От тях българските зографи са черпели вдъхновение в своето творчество през всички следващи епохи, дори и тогава, когато Византия като политически и културен център отдавна е изгубила своето значение.
Рисунката е нанасяна върху грунда с оловен молив или контурно с тънка четка. Когато се използва копирка – продупчен по контурите на изображението лист хартия или пергамент, върху нея се нанасял прахообразен пигмент, а получения контурен отпечатък издраскван с остър предмет върху грунда. Декоративният ефект на някои детайли от изображението, например ореолите на фигурите, украса върху дрехите или архитектурата, са допълнително гравирани, понякога е използвана и зъмба, а след това покривани със златни и сребърни листчета (варак).
Следващият етап от изграждането на иконописната творба е позлатата – покриването на детайли или фонове с листов метал. Целият фон и ореолите в по-старите икони са били позлатявани – златото има символично значение в предметите на култа, защото с него се засвидетелства божествения характер на изображението.Стилизираните гънки по дрехите на светците също са били позлатявани като отражение на Божествената светлина.
Залепването на тънките, ръчно изковани или валцувани златни листчета ставало по няколко начина. Най-старият е чрез използване на полимент – специален състав, който се открива под златото на почти всички български икони от XIII до XIX в. (с малки изключения в творби от XVIII и XIX в.). Основните съставки в нея са пигмент (болус, червена охра, светла охра или креда), белтък от яйце, мазнина (лой), сапун и др. Тази смес се нанасяла в тънък слой, а лепилните съставки в нея преди нанасяне на листовото злато размеквани с помощта на разтворител – спирт (ракия според българските ерминии, водка в руските). Залепените на полимент златни листчета са полирани след това до блясък, което усилва допълнително декоративния ефект на благородния метал. Използвани са и други начини за залепване на златото върху иконите – с яйчен белтък, чеснов сок, туткалени лепила, бързо съхнещи лакове (миксиони), варени масла(безири), но никой от тях не позволявал след това златото да бъде полирано, с което се обяснява преимущественото използване на полимент в техниката на българската икона.
При рисуване на бликове върху дрехите е било използвано и стрито на прах злато, което зографите смесвали с яйчен белтък или растителни гуми (гума арабика, от плодни дървета – вишна, череша и др.). Бликовете се нанасятсе с четка върху повърхността на изсъхналата боя, а след това се полират с ахатов камък или зъб от животно. По този начин са изпълнявани иконите от XVIII и XIX в. – вместо техника „асист“, при която за целта се използва листово, а не стрито злато.

### Живописна техника
Основната живописна техника за създаване на кавалетна култова живопис е яйчната темпера. По-късно, под влияние на западноевропейската маслена живопис, в иконопистта на Балканите започва да навлиза един нов материал, който разширява възможностите за пластично моделиране в разрез с вековните норми и строго установени правила – това са растителните масла (ленено, орехово, маково). Комбинираната темперно-маслена техника навлиза в изкуството на българските зографи след средата на XIX в. и особено под влияние на първите художници с академично образование, които творят в България от началото на ХХ в.
Нанасянето на боите става в определена последователност, като в процеса на изграждане на иконата се използвала равномерната, чисто декоративна покривност на темперната боя. Слоевете се редуват от по-тъмните към по-светли, а цветът се получавал чрез смесване на основния локален тон с бяла или по-тъмен нюанс, понякога с добавка на черна. Бликовете и завършващите детайли се поставят накрая с чиста бяла боя. За да се „омекотят“ преходите при изграждане на обема, художниците използват прозрачни велатурни слоеве – в по-ранните епохи сравнително рядко и пестеливо, а в епохата на Възраждането (XVIII – XIX в.) включително и маслени велатури.
Покриването на живописта с прозрачен лак е последната процедура при създаването на иконописната творба. В България и на Балканите се използвали изключително лакове от „меки“ смоли – мастикс, дамара, колофон, борова смола във вид на балсам, за разлика от „твърдите“ кехлибарени лакове от варени масла на руските художници-иконописци.
Тези принципи при изграждане на иконописните творби се запазили в продължение на десет века. С навлизането на нови материали и усъвършенстването на старите, както и с подобряване на тяхното качество, се улеснява до голяма степен самия творчески процес, но изкуството на българската икона исторически остава свързано с една хилядолетна традиция и нейните изразни средства.